# Demis Roussos
Artemios Ventouris-Roussos (griego: Αρτέμιος Βεντούρης-Ρούσσος, Alejandría, 15 de junio de 1946-Atenas, 24 de enero de 2015),conocido en el ámbito artístico como Demis Roussos (Ντέμης  Ρούσσος), fue un músico griego nacido en Egipto. Se hizo conocido formando parte del grupo de rock progresivo Aphrodite's Child, pero después triunfó como solista, vendiendo más de sesenta millones de discos en todo el mundo y conocido por su exótica actuación luciendo cabello largo, barba y amplias túnicas.

## Biografía y carrera
Nació en Egipto, hijo de una familia griega expatriada. Sus padres, Giorgios y Olga, también nacieron en ese país y crecieron en Alejandría. Él era guitarrista clásico y ambos esposos participaban en un grupo de teatro amateur griego en Alejandría, uno de los tres grupos de este tipo que había en la comunidad griega. Cuando era niño, Demis estudió música y cantó en el coro bizantino de la iglesia griega de la ciudad. En el ambiente entonces cosmopolita de la antigua ciudad portuaria también se vio influenciado por el jazz y la música tradicional árabe. Tras perderlo todo, debido a las políticas del gobierno de Gamal Abdel Nasser, los Roussos regresaron a Grecia después de la Guerra de Suez.

### Primeros éxitos
Después de regresar a Grecia, Demis se integró en diversos grupos musicales comenzando por The Idols, cuando tenía 17 años; después pasó a We Five y a otras bandas relativamente destacadas y de cierto éxito en Grecia.
Logró cierta notoriedad en 1968, cuando se unió a la banda de rock progresivo Aphrodite's Child, inicialmente en voz y después como bajista y cantante. Su distintiva voz operística dio impulso a la banda hasta destacarla exitosamente en el ámbito internacional con su último álbum  666, el cual vino a convertirse en un clásico de culto para los melómanos.
Tras la disolución de Aphrodite's Child, Demis continuó grabando esporádicamente con su primo y compañero de banda, el también destacado músico y tecladista Vangelis. Grabaron juntos en 1977 el álbum Magic, cuyo mayor éxito fue «Because», conocida en español como «Morir al lado de mi amor», grabada en siete idiomas en total. El álbum Demis (1982), que incluyó «Tu libertad» —adaptación vocal del tema «Race to the end», parte de la banda sonora del filme ganador del Óscar Carros de Fuego— aparece en la banda sonora de la película Blade Runner (1982), finalmente, en 1984, el álbum Reflection.

### Éxitos en solitario
Demis inició una carrera como cantante en solitario al desintegrarse la banda Aphrodite's Child, comenzando con el álbum "On the Greek Side of my Mind", donde se aprecia una acentuada mezcla de rock progresivo con folk de raíz bizantina, y en el que se incluía la canción We Shall Dance (Bailaremos) como primer sencillo. Al principio este tema no tuvo éxito, pero Demis hizo una gira por Italia, España y Francia, y la canción acabó llegando a la primera posición en distintos países europeos. Su carrera alcanzó la cima en la década de 1970 con una considerable cantidad de álbumes. Destacando su sencillo Forever and Ever (Por Siempre y Para Siempre), que se colocó en la cima de las listas de popularidad de una gran cantidad de países en 1973. En México y Latinoamérica, su primer éxito fue My Reason en 1972, y posteriormente, Forever and Ever en 1973.
Años después, concretamente en 1977, editaría un álbum con estas canciones en idioma español. 
Otros éxitos fueron My Friend the Wind (Mi Amigo el Viento), My Reason (Mi Razón), Velvet Mornings (Mañanas de Terciopelo), When I'm a Kid (Cuando Soy Niño), Goodbye, My Love, Goodbye (Adiós mi Amor, Adiós), Someday, somewhere (Algún Día, en Algún Lugar), Lovely Lady of Arcadia (Adorable Dama de Arcadia) y Morir al lado de mi amor. Fue mencionado como destacado en el programa Abigail's Party e hizo su primera aparición en la televisión de habla inglesa en el programa Basil Brush Show. También es destacada su interpretación del éxito del grupo Air Supply Lost in Love (Perdidamente Enamorado). 

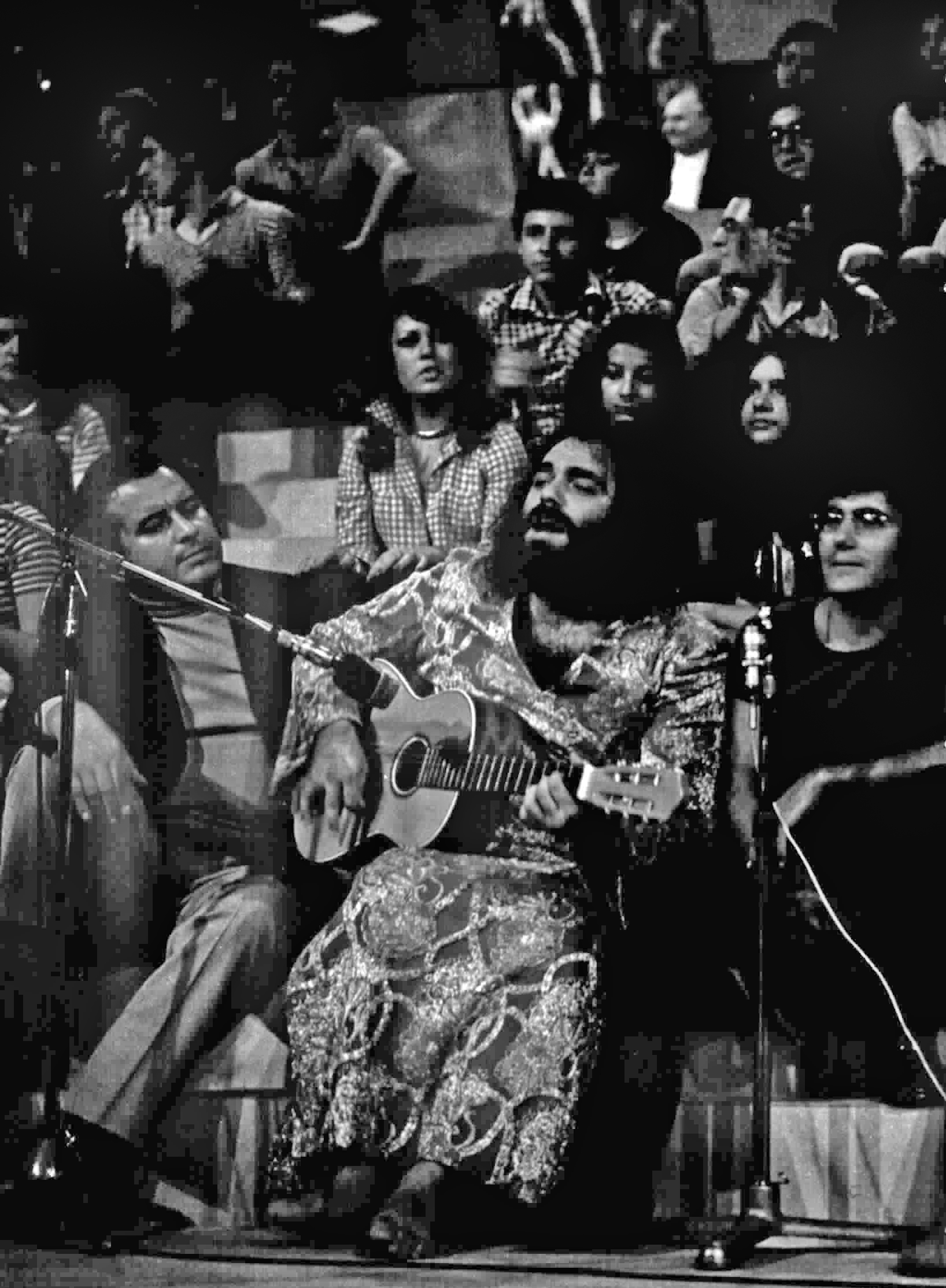
Demis Roussos en 1972.

Recopiló sus canciones en un gran número de idiomas. Su éxito número uno, Roussos Phenomenon EP, fue el primero de su tipo de un artista de origen mediterráneo en la historia de las listas de popularidad del Reino Unido. También tuvo éxito en Europa y Latinoamérica, y en Estados Unidos logró lo mismo con el álbum Demis, que permaneció como su único éxito allí, llegando al Top 40.

### Depresión y secuestro aéreo
En 1982, fue coautor del libro A Question of Weight junto con su amiga la fotógrafa Veronique Skawinska, en el cual narra con franqueza su lucha contra la obesidad. Había pasado años luchando con su peso. En 1980 pesaba 147 kg, por lo que comenzó una dieta que le hizo perder cincuenta kilos en diez meses. Durante los primeros años de la década de 1980 atravesó un período relativamente improductivo debido a su batalla contra la depresión.
Fue uno de los pasajeros del vuelo 847 de TWA, que fue secuestrado el 14 de junio de 1985. En su momento fue muy conocido el hecho de que los secuestradores celebraron su cumpleaños con él, al quedar impresionados por tener como rehén a una de las celebridades de Europa, África y Asia.[cita requerida]

### Retorno y última etapa

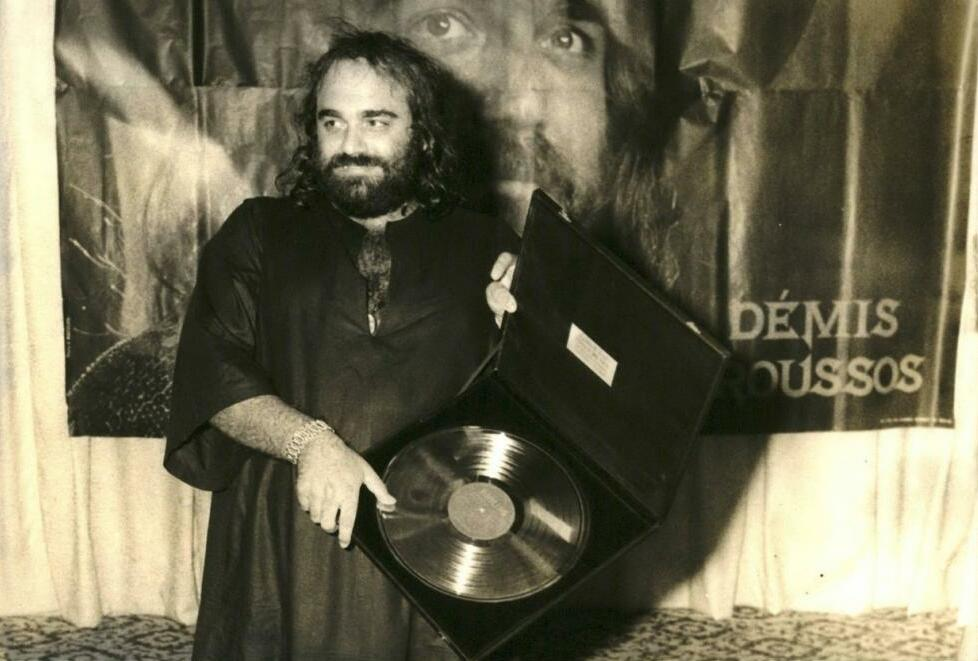
Demis Roussos en 1975.

Sensible a su nueva etapa de vida, Demis se embarcó en su retorno en 1986 con el álbum Greater love, producido en Holanda. En 1988, reapareció en Francia con un álbum grabado íntegramente en francés Le grec, del cual se extrajo el sencillo Quand je t'aime, que llegó al n.º 2 en las listas francesas. En ese mismo año publicó el álbum Time, que le otorgó numerosos reconocimientos y el ser aclamado por su éxito de gran popularidad en las discotecas Dance of Love. En 1989, publicó el álbum Voice and vision que incluía canciones en francés, italiano, español y una en inglés. El sencillo On écrit sur les murs llegó a la cuarta posición en las listas francesas.
Los años 1990, vieron un número sustancial de trabajos de Demis. Realizó Insight (también llamado Morning Has Broken) siendo aclamado, mientras que su intento de canción bajo la modalidad de rap, Spleen fue considerado una idea lamentable. Antes de ello hizo equipo con BR Music en Holanda para producir Immortel, Serenade e In Holland, utilizando una variedad de estilos desde el étnico al electrónico. Demis continuó grabando y de gira. Su Millennium Tour conoció el éxito en Inglaterra. Como ferviente seguidor de la Iglesia ortodoxa griega, cantó como invitado en diversas iglesias en Grecia y en todo el mundo.

### Vida personal y muerte
Roussos se casó en cuatro ocasiones. Tuvo una hija, Emily, con su primera esposa, Monique. Con su segunda esposa, Dominique, tuvo un hijo, Cyril. Ambos hijos son músicos. Su tercera esposa, la modelo estadounidense Pamela Smith, estaba con él durante el secuestro de avión de 1985. Su cuarta y última esposa fue una parisina llamada Marie.
Falleció en la noche del 24 de enero de 2015 en un centro de salud privado de Atenas, Grecia, a consecuencias de cáncer de estómago, páncreas e hígado. Su muerte fue confirmada un día después por su amigo, el periodista Nikos Aliagas, quien difundió la noticia con un tuit tanto en griego y francés, también confirmado el mismo día por su hija, quien dio a conocer la noticia a los medios.[actualizar]

## Galardones y honores
- Asteroide 279226 Demisroussos, descubierto por el astrónomo ruso amateur Timur Krjačko de la Estación Zelenchukskaya en 2009, nombrado en su honor.[3] La citación oficial MoMP 279226 fue publicada por el Minor Planet Center el 14 de mayo de 2014 (MPC 88407).[4]

## Discografía
Con Aphrodite's Child
- End of the World (1968)
- It's Five O'Clock (1969)
- 666 (1972)

En solitario
- On the Greek side of my mind (en algunos países titulado Fire and ice) (1971)
- Forever and ever (1973)
- My only fascination (1974)
- Auf Wiedersehen (1974)
- Souvenirs (1975)
- Happy to be... (1976)
- Die Nacht und der Wein (1976)
- Kyrila (1977)

- The Demis Roussos magic (1977)
- Ainsi soit-il (1977)

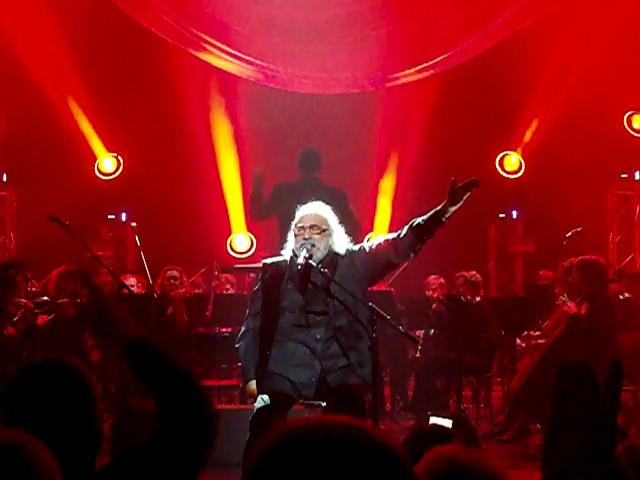
Demis Roussos en Kiev, en 2012.

- Sus grandes éxitos en español (1977)
- Demis Roussos (1978)
- Universum (1979)
- Man of the world (1980)
- Roussos live! (1980)
- Demis (1982)
- Attitudes (1982)
- Reflection (1984)
- Senza tempo (1985)
- Greater love (1986)
- The story of... (1987)
- Come all ye faithful (1987)
- Le grec (1988)
- Time (1988)
- Voice and vision (1989)
- Photo-Fixe (1991) (no publicado).

- Insight (1993)
- Demis Roussos in Holland (1995)
- Immortel (1995)
- Serenade (1996)
- Mon île (1997)
- Auf meinen Wegen (2000)
- Live in Brazil (2006)
- Demis (2009)